# الکس شیبوتانی
الکس شیبوتانی (انگلیسی: Alex Shibutani؛ زادهٔ ۲۵ آوریل ۱۹۹۱) رقصنده روی یخ اهل ایالات متحده آمریکا است.